# Hevossaari (ö i Södra Österbotten)
Hevossaari är en ö i Finland. Den ligger i sjön Liesjärvi och i kommunen Alavo i den ekonomiska regionen  Kuusiokunnat  och landskapet Södra Österbotten, i den centrala delen av landet, 280 km norr om huvudstaden Helsingfors. Öns största längd är 20 meter i öst-västlig riktning.